# Pokrowskoje (Kaliningrad, Mamonowo)
Pokrowskoje (Покровское, deutsch Steindorf) war ein Ort im Rajon Bagrationowsk (Gebiet Preußisch Eylau) in der Oblast Kaliningrad (Gebiet Königsberg (Preußen)) Russlands. Bis 1945 zum Kreis Heiligenbeil in Ostpreußen zugehörig, befindet sich die Ortsstelle jetzt im russischen Stadtkreis Mamonowo.

## Geographische Lage
Die Ortsstelle von Pokrowskoje resp. Steindorf liegt zwei Kilometer östlich des Frischen Haffs (russisch Kaliningradski saliw) im Südwesten der Oblast Kaliningrad. Die frühere Kreisstadt Heiligenbeil bzw. des heutigen Verwaltungszentrums Mamonowo liegt zwei Kilometer entfernt in südwestlicher Richtung.

## Geschichte
Um 1455 wurde der damals Steindorff, nach 1455 Steyndorff und vor 1785 bis 1947 Steindorf genannte Ort gegründet. Es handelte sich um eine Siedlung weit verstreuter Höfe und Gehöfte.
Als im Jahre 1874 der Amtsbezirk Bregden (russisch Wawilowo) im ostpreußischen Kreis Heiligenbeil errichtet wurde, wurde Steindorf eingegliedert. Steindorf selbst zählte im Jahre 1910 137 Einwohner.
Am 30. September 1928 vergrößerte sich die Steindorf um Teilgebiete des Gutsbezirks Bregden (russisch Wawilowo) sowie der zum Amtsbezirk Keimkallen gehörenden Gutsbezirke Keimkallen (Krasnodonskoje) und Gabditten, die eingemeindet wurden. Als am 13. September 1929 der Amtsbezirk Bregden aufgelöst wurde, wurde Steindorf Amtsdorf und damit namensgebend für den veränderten Amtsbezirk, zu dem zwei Orte gehörten: Rosenberg (russisch Krasnoflotskoje) und Steindorf selbst. Als später Rosenberg nach Heiligenbeil eingemeindet wurde, bildete nur noch Steindorf den gleichnamigen Amtsbezirk.
Die Einwohnerzahl Steindorfs stieg bis 1933 auf 334 und belief sich 1939 auf 447.
In Kriegsfolge kam 1945 das gesamte nördliche Ostpreußen zur Sowjetunion. Steindorf erhielt 1947 die russische Namensform „Pokrowskoje“ und wurde in den Mamonowski selski Sowet (Dorfsowjet Heiligenbeil) eingegliedert. Er gehörte zum Rajon Laduschkin (Gebiet Ludwigsort). Als Mamonowo die Stadtrechte verliehen wurde, wurde der Dorfsowjet 1951 in Mamonowski gorodskoi Sowjet (Stadtsowjet Heiligenbeil) umbenannt. 1962 kam dieser zum Rajon Bagrationowsk (Gebiet Preußisch Eylau).
Für diese Zeit ist über die Geschichte Pokrowskojes nichts bekannt. Wohl aber ist belegt, dass der Ort bereits vor 1975 verlassen und verwaist war. Seither gilt er – seit 2004 im Stadtkreis Mamonowo gelegen – als untergegangen.

## Religion
Steindorf war bis 1945 in das Kirchspiel der evangelischen Kirche Heiligenbeil im gleichnamigen Kirchenkreis in der Kirchenprovinz Ostpreußen der Kirche der Altpreußischen Union eingepfarrt. Auch römisch-katholischerseits gehörte Steindorf zur Pfarrei in Heiligenbeil, die seinerseit dem Bistum Ermland zugeordnet war.

## Verkehr
Die Ortsstelle Pokrowskojes resp. Steindorfs ist von der Regionalstraße 27A-020 (frühere russische Fernstraße A 194, einstige Europastraße 28, auch vormalige deutsche Reichsstraße 1) aus im Abzweig Wawilowo (Bregden) zu erreichen.
War einst Heiligenbeil die nächste Bahnstation an der Bahnstrecke Berlin–Königsberg, so ist heute im Bereich Wawilowos ein Haltpunkt (O.p. 1333) der nur noch auf dem Abschnitt Kaliningrad–Mamonowo befahrenen Bahnstrecke eingerichtet.